# فيليب ريد
فيليب ريد (بالإنجليزية: Philip Reed)‏ هو سياسي أمريكي، ولد في 1760 في تشيسترتاون في الولايات المتحدة، وتوفي في 2 نوفمبر 1829 في الولايات المتحدة. حزبياً، نشط في الحزب الجمهوري الديمقراطي. وقد انتخب عضو مجلس النواب لولاية ماريلند وانتخب عضو مجلس النواب الأمريكي وانتخب عضو مجلس الشيوخ الأمريكي.